# Georg Wilhelm Saxer
Georg Wilhelm Dietrich Saxer († im März 1740 in Lübeck) war ein deutscher Komponist und Organist der norddeutschen Orgelschule.

## Leben
Saxer war zunächst Organist in Celle, danach in Lüneburg, wo er zuerst an St. Lamberti und ab 1734 an St. Johannis wirkte. Von 1737 bis zu seinem Tode 1740 war Saxer Organist an der Lübecker Jakobikirche. Seine Witwe heiratete seinen Nachfolger als Organist und Werkmeister an Jakobi, Caspar Georg Sellschopp (1712–1774).
In der Leipziger Sammelhandschrift II. 2. 51 sind von Saxer drei Orgelwerke erhalten, die folgende Titel tragen und allesamt aus Präludium und Fuge bestehen:
- Prelude ex E.♮.
- Praeludium ex F
- Praeludium ex D.fis

Apel beschreibt diese Stücke als „recht brillant, wenn auch manchmal etwas trocken“ und hält das D-Dur-Praeludium für das gelungenste.